# ودرار
ودرار أو قصر ودرار هو أحد القصور المهجورة ببلدية بودة بدائرة أدرار التابعة لولاية أدرار بالجنوب الغربي الجزائري

## أصل الاسم
ودرار مشتق من أدرار وتعني الجبل بالطوارقية

## التاريخ
هذا القصر اليوم مهجور وتوجد أطلاله قرب المنصور.

## السكان
كان يسكن هذا القصر عائلة واحدة من أولاد ملوك وخدام مولاي كرزاز، وكلهم على الطريقة الكرزازية.

## الأعلام
1. العايش ولد العربي: أحد أعلام ودرار نهاية القرن التاسع عشر[1]